# St. Lambertus (Leuth)

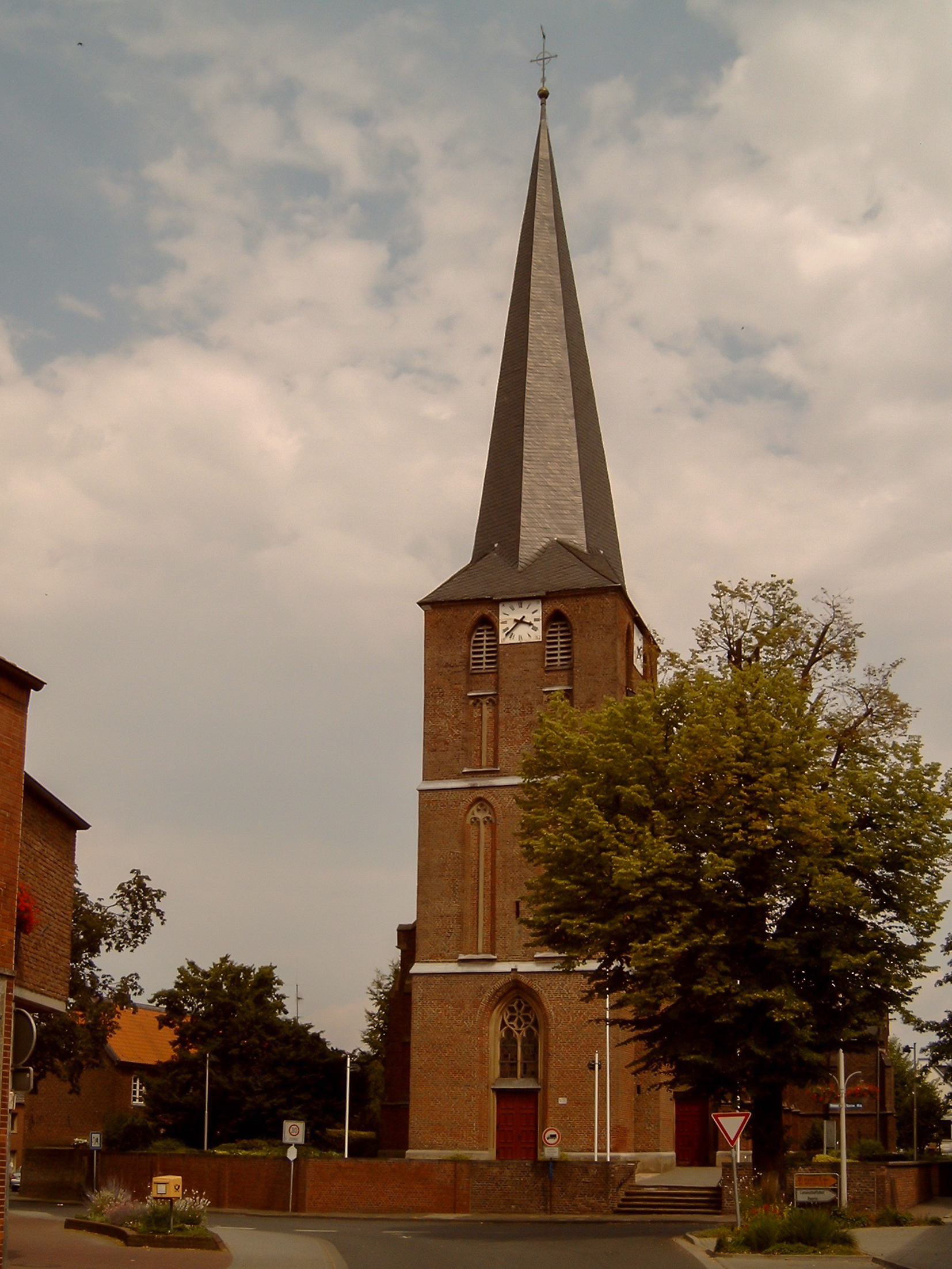
St. Lambertus in Leuth

St. Lambertus ist eine römisch-katholische Pfarrkirche in Leuth, einem Stadtteil von Nettetal im Kreis Viersen in Nordrhein-Westfalen. Die Kirche ist unter Nummer 55 in die Liste der Baudenkmäler in Nettetal eingetragen und steht unter dem Patronat des hl. Lambert von Lüttich. Das Kirchenschiff wurde zwischen 1860 und 1861 nach Plänen von Vincenz Statz errichtet.

## Geschichte
1238 wird mit einem Priester namens Heinrich erstmals ein Pastor von Leuth genannt. Zu dieser Zeit bestand hier also schon eine Kirche. Eigenständige Pfarrei ist Leuth spätestens seit 1251. Das Patronatsrecht an der Kirche übertrug der Graf von Geldern 1255 dem Zisterzienserinnenkloster Graefenthal. Die damalige Kirche wurde in der Fehde des Grafen Adolf VII. von Berg 1424 zerstört. Im Jahr 1453 wurde an gleicher Stelle eine neue, zweischiffige Kirche in Formen der Gotik erbaut. Die Kirchweihe erfolgte 1478. Von 1650 bis 1651 wurde der Turm restauriert. 
Mitte des 19. Jahrhunderts wurde die Kirche zu klein für die angewachsene Bevölkerung. Somit beauftragte man den Kölner Baumeister Vincenz Statz mit der Planung einer größeren Pfarrkirche unter Beibehaltung des Glockenturms. Nach dem Abriss des alten Kirchenschiffs Anfang 1860 wurde in einjähriger Bauzeit die heutige Pfarrkirche errichtet. Die Grundsteinlegung war am 25. April 1860, die Kirchweihe am 22. September 1861. 1976 erfolgte eine Restaurierung unter der Leitung des Süchtelner Architekten Hermann Breidenbach.

## Baubeschreibung
St. Lambertus ist eine dreischiffige und fünfjochige Hallenkirche aus Backstein im Stil der Neugotik mit vorgebautem mächtigem Glockenturm des Vorgängerbaus im Stil der Gotik im Westen und einem 7/12 Chorschluss im Osten.

## Ausstattung
In der Kirche hat sich ein Großteil der bauzeitlichen Ausstattung erhalten. Der neugotische Hochaltar wurde 1882 nach einem Entwurf von Heinrich Wiethase angefertigt. Aus selber Zeit stammen die beiden Nebenaltäre, die Kanzel und die Kirchenbänke. Das Chorgestühl wurde 1864 aufgestellt. Die Orgel wurde 1966 von der Orgelbauwerkstatt Romanus Seifert & Sohn in Kevelaer erbaut. Das Instrument besitzt 15 Register auf zwei Manuale und Pedal.

## Pfarrer
Folgende Priester wirkten bislang als Pastor an St. Lambertus:
- 1887–1894: Theodor Rieforth
- 1894–1925: Oswald Poeth
- 1925–1929: Johannes Schlütter
- 1929–1944: Gerhard Kuypers
- 1945–1972: Paul Schrievers
- 1973–1981: Johannes Schaath
- 1981–1985: P. Joachim Gloger SVD
- 1985–1985: Ferdinand Landen
- 1986–2008: Lothar Erens
- Seit 2008: Benedikt Schnitzler